# 東京工科大学コンピュータサイエンス学部
東京工科大学コンピュータサイエンス学部（とうきょうこうかだいがくコンピュータサイエンスがくぶ）は、東京工科大学に設置されている学部の一つ。

## 概要
東京工科大学コンピュータサイエンス学部は、2003年に誕生した学部であり、旧・工学部の主に情報工学科並びに情報通信工学科を発展統合し設立された。
2020年度より2専攻体制になり、先進情報専攻と人工知能専攻を用意している。
ICT（ Information and Communication Technology）の進歩により、社会は激しく変化し、ICTエンジニアが求められる領域は広がっている。その社会的j需要に対応する為に、東京工科大学コンピュータサイエンス学部は、2024年から新たな技術開発に主眼を置く「先進情報専攻」と、社会的な価値創造を軸とする「社会情報専攻」を用意する。
ICT知識体系・スキル開発体系の国際標準に基づき、学生たちが社会に新しい価値を生み出す知識を体系的に学べるよう独自の「ICT教育」のカリキュラムを用意し、、将来にわたり第一線で活躍できる創造的人材の育成を目指している。
「先進情報専攻」では、ネットワーク、クラウド、セキュリティ、計算科学などを領域とする「情報基盤コース」、音声処理、画像処理、人間工学、認知科学、メタバースなどを領域とする「人間情報コース」、機械学習、自動運転、知能ロボット、生成系AIなどを領域とする「人工知能コース」の3つのコースを用意した。
「社会情報専攻」では、ビジネス変革、ビジネスサイエンス、デジタルトラスト、プロジェクトマネジメントの４領域を用意し、デジタル社会を支える先端ICTや価値創造の手法を学び、社会を変革するDXエンジニア、データから価値を創出しビジネス課題を解くデータサイエンティスト、ビジネスを分析し改善を図るITコンサルタント、新たなサービス開発をリードするプロジェクトマネージャーを育成する。
また、全ての学生はプログラミング言語「Python」を徹底的に修得することを特徴とする。

## 組織
コンピュータサイエンス学部（-2023年まで）
- 先進情報専攻
- 人工知能専攻

コンピュータサイエンス学部（2024年以降-）
- 先進情報専攻
- 社会情報専攻